# 萊斯頓足球會
萊斯頓足球會（英語：Leiston F.C.）是一支位於英格蘭萊斯頓的職業足球會，目前於英格蘭足球南部聯賽（超聯組中）角逐。

## 外部連結
- Club website （页面存档备份，存于）
- Leiston@Football Club History Database